# Robert Mauzi
Robert Mauzi, né le 19 juillet 1927 à Toulouse et décédé le 8 août 2006 à Saint-Jean-de-Verges, est un universitaire français.

## Biographie
Robert Mauzi a fait ses études secondaires et de lettres supérieures au lycée Pierre-de-Fermat de Toulouse puis en khâgne au lycée Henri-IV à Paris avant d'intégrer l'École normale supérieure de la rue d'Ulm en 1946. Reçu à l'agrégation de lettres en 1950, il est admis à la Fondation Thiers où il reste jusqu'en 1954, assurant parallèlement des cours comme « caïman » à Normale Sup. C'est à la Fondation Thiers qu'il rencontre Michel Foucault, agrégé de philosophie et pensionnaire lui aussi, avec lequel il entretiendra durant de longues années des relations intellectuelles, comme d'ailleurs avec Roland Barthes autre « phare » de la pensée française de la seconde moitié du XXe siècle. Nommé assistant à la faculté des lettres de Lyon, il soutient en 1960 sa thèse de doctorat ès-lettres sur L'idée de bonheur dans la littérature et la pensée française au XVIIIe siècle. En 1962 il devient titulaire de sa chaire à l'université de Lyon avant de devenir en 1969 professeur titulaire à la Sorbonne. 
Il a été convié par de nombreuses universités étrangères : Canada, États-Unis, Amérique du Sud, Égypte, Hongrie, Australie, Japon… De 1970 à 1986, Robert Mauzi a été le directeur du CELLF (Centre d'études de la langue et de la littérature française) (Université Paris IV Sorbonne). Professeur émérite à la Sorbonne, Robert Mauzi est mort en août 2006. Albin Michel a réédité en 1994 sa thèse sur L'idée de bonheur au XVIIIe siècle, d'abord parue chez Armand Colin, qui fait autorité.

## Publications
- Robert Mauzi, Littérature française du XVIIIe siècle (1750-1778), Paris, Arthaud, 1977 - Prix Roland de Jouvenel de l’Académie française 1978, avec Sylvain Menant
- Robert Mauzi, L'idée de bonheur dans la littérature et la pensée françaises au XVIIIe siècle, Paris, A. Michel, 1994 (réimpr. 1965, 1969, 1979) (1re éd. A. Colin 1960), 725 p. (ISBN 2-226-06872-4)
- Robert Mauzi (préf. Jean Ehrard), Maintenant sur ma route, Orléans, Paradigme, 1994, 526 p. (ISBN 2-86878-116-0, LCCN 96205496)